# Turbinia
El Turbinia fue el primer barco propulsado por una turbina de vapor. Construido como barco experimental en Wallsend (nordeste de Inglaterra) en 1894, fue con toda facilidad el barco más rápido de su época. Hizo una demostración notable a la Spithead Navy Review en 1897 y estableció el estándar para la nueva generación de barcos de vapor. El barco está ahora en exhibición en el Museo Discovery en Newcastle (no muy lejos de donde fue construido), y su máquina de origen se encuentra en el Museo de Ciencias de Londres.

## Desarrollo

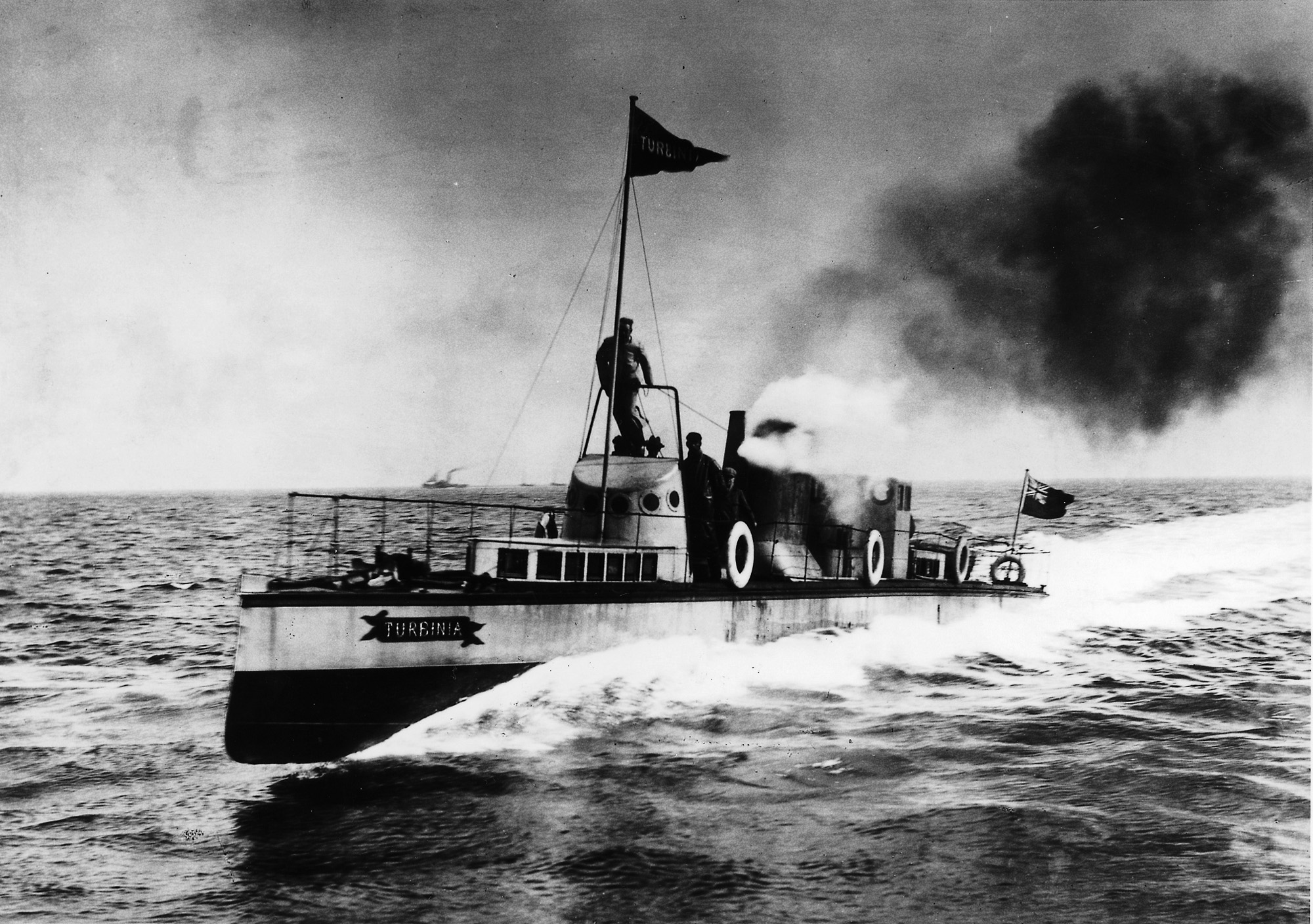
El Turbinia en 1897.

Charles Algernon Parsons inventó la turbina de vapor  en 1884, y comprendiendo el potencial de su descubrimiento para la propulsión de los barcos, creó la Parsons Marine Steam Turbine Company con solo cinco socios en 1893. Para el desarrollo, él tenía el barco experimental Turbinia, construido en acero ligero por la empresa Brown and Hood en Wallsend, en el río Tyne. El barco fue botado el 2 de agosto de 1894, y el 14 de noviembre de ese mismo año realizó sus primeras pruebas con una sola hélice, las cuales fueron bastante malas. Después de haber descubierto el problema de la cavitación y construir el primer túnel de cavitación, la investigación de Parsons lo llevó a instalar tres turbinas de flujo axial unidas a tres árboles, cada árbol haciendo funcionar tres hélices, teniendo el barco ahora un total de nueve hélices. Durante sus pruebas siguientes alcanzó la velocidad récord para la época de 34 nudos (63 km/h), y los pasajeros a bordo estaban absolutamente convencidos de que el Turbinia era el lebrel ganador del mar del Norte.

## Demostración
El Almirantazgo Británico vio los trabajos de Parsons, y el 26 de junio de 1897, el Turbinia hizo una demostración durante el desfile naval organizado en Spithead para el jubileo de diamante de la reina Victoria, frente al príncipe de Gales, los Lores del Almirantazgo y algunos dignatarios extranjeros. En esta demostración, el Turbinia (que era mucho más rápido que todos los demás barcos de la época), trazó su camino entre dos filas de grandes buques y, a todo vapor, pasó hacia delante y atrás con toda impunidad frente a la multitud y los príncipes, evadiendo fácilmente a un barco de vigilancia de la Royal Navy que intentaba detenerlo. 

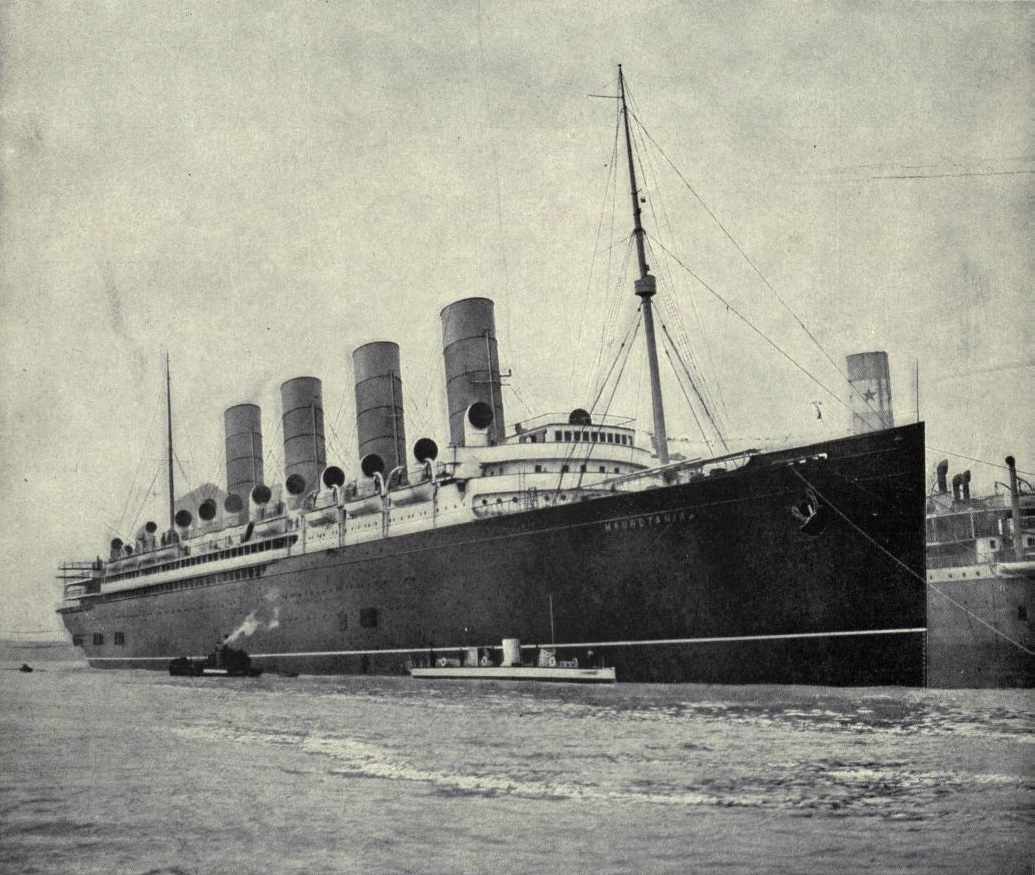
El Turbinia fotografiado junto al RMS Mauretania, en 1911.

Después de esta clara demostración de velocidad y potencia y tras algunas pruebas adicionales de alta velocidad realizadas por el Almirantazgo, Parsons creó la Turbinia Works en Wallsend, donde se construyeron las máquinas para dos destructores de la Marina Real Británica propulsados con turbinas de vapor, el HMS Viper y el HMS Cobra, que fueron botados en 1899. Aunque estos dos barcos se hundieron, el Almirantazgo estaba convencido con esta nueva tecnología. En 1900, el Turbinia navegó hasta Francia y fue exhibido durante la Exposición Universal de París.
El primer buque comercial propulsado por una turbina de vapor fue un transporte de pasajeros en el río Clyde, el TS King Edward, construido en 1901. En 1905, el Almirantazgo confirmó que todos los futuros barcos de la Marina Real serían propulsados por turbinas de vapor, y en 1906 fue botado el primer acorazado así propulsado, el HMS Dreadnought.

## Retiro del servicio y conversión en barco museo

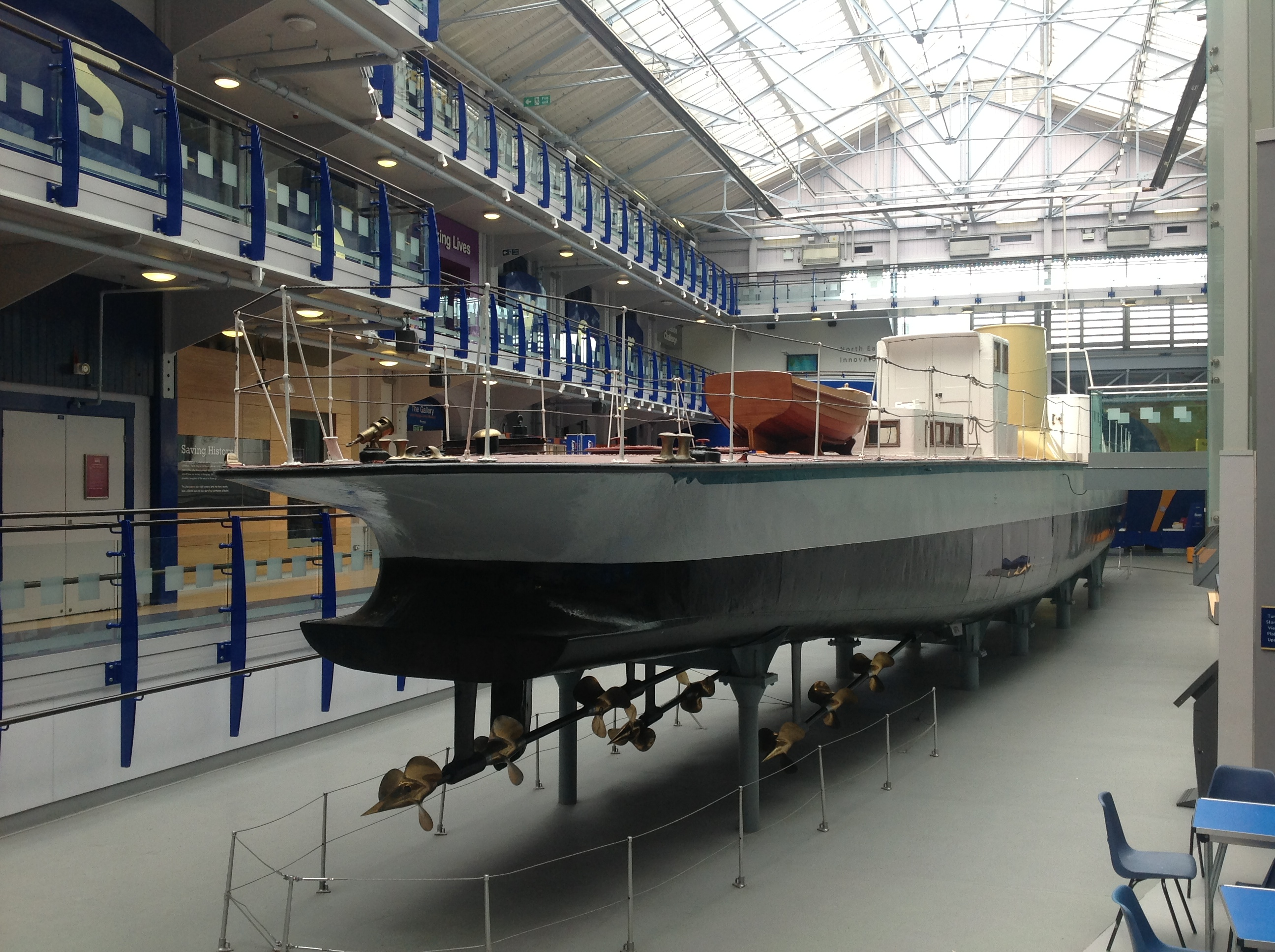
El Turbinia en el Discovery Museum de Newcastle upon Tyne.

En 1908 el Turbinia fue retirado de la navegación, y en 1926 los directivos de la Parsons Marine Steam Turbine Company ofrecieron el barco al Museo de Ciencias de Londres. El Turbinia fue cortado en dos partes en 1927, pero fue restaurado en los años 1960, cuando se instaló en el Museo de vehículos militares de Newcastle. El Turbinia forma parte de la National Historic Fleet, Core Collection. En el año 2000, este barco fue el punto de atención del programa de renovación de 10,7 millones de libras del Museo Discovery de Newcastle upon Tyne. La galería alrededor del Turbinia fue la primera parte del museo en ser renovada.